# Gabriel Stokes
 (octobre 2015).
Si vous disposez d'ouvrages ou d'articles de référence ou si vous connaissez des sites web de qualité traitant du thème abordé ici, merci de compléter l'article en donnant les références utiles à sa vérifiabilité et en les liant à la section « Notes et références ».
Gabriel Stokes est un personnage du comics The Walking Dead et de la série télévisée homonyme The Walking Dead. Il est interprété par Seth Gilliam et doublé en version française par Serge Faliu.

## Description

### Physique
C'est un homme de type afro-américain, chauve aux yeux noir, âgé d'environ 40 à 45 ans.

### Personnalité
Il est très peureux et incapable de se défendre seul contre les rôdeurs. Il est encore en vie seulement parce qu'il est resté reclus dans son église isolée dans les bois.
Sa piété lui fait adopter - à certains moments - une attitude paradoxale.
Durant la saison 6, sa personnalité change à la suite des divers événements qui ont lieu à Alexandria, il s'entraine alors aux armes avec Rick et Carl. Lors de l'attaque du camp des sauveurs il abat de sang froid un sauveur déjà touché.

## Biographie fictive

### Saison 5
Il rencontre Rick et son groupe en forêt alors qu’il est attaqué par des rôdeurs. Il finit donc par les accueillir dans son église. Il est étrange et Rick le soupçonne de garder un lourd secret. Finalement, il révèle qu'il a laissé des membres de sa congrégation mourir à l'extérieur de son église tandis qu'éveillé il les entendait mourir en le suppliant de les aider.
En l'absence de Rick et des autres, il sort par la trappe qui est dans son bureau et se rend à l'endroit où Bob Stookey a été amputé, mais les rôdeurs se trouvant dans l'école à côté sortent et Gabriel retourne à l'église retrouver Carl et Michonne et ensemble, ils piègent les rôdeurs dans l'église jusqu'à l'arrivée d'Abraham qui avec son camion bloque l’accès aux rôdeurs. Après cela, tous se rendent à Atlanta chercher Beth et le reste du groupe, mais à leur arrivée, ils voient Beth sans vie dans les bras de Daryl.
Il fera un discours pour la mémoire de Tyreese, mort à la suite d'une morsure de zombie. Il essaie ensuite de discuter avec Maggie mais il est vite traité de lâche. Il atteint Alexandria avec son groupe grâce à Aaron et Eric.
Il devient le pasteur d'Alexandria et confie à Deanna que le groupe de Rick ne sont pas des gens biens et qu'il faut qu'ils partent. Finalement, il sort d'Alexandria, tue un rôdeur pour la première fois et achève un homme s'étant fait mordre. À son retour, il insulte Sasha et cette dernière s'énerve et pointe son arme sur Gabriel, mais Maggie intervient et tout se calme.

### Saison 6
Gabriel tente de se faire pardonner en aidant Tobin à enterrer Pete et Reg. Lors de la réunion pour discuter de la horde de la carrière, il se propose volontaire pour aider, mais Rick refuse. 
Lors de l'attaque des Wolves à Alexandria, il est attaqué par l'un des leurs derrière l'armurerie mais est sauvé par Morgan. Carol qui a repris toute seule l'armurerie, abat de sang-froid son assaillant et lui tend ensuite un revolver, mais le prêtre ne sait pas s'en servir.
Durant le siège des rôdeurs après l'attaque, il colle des affiches dans Alexandria pour attirer les gens à son église, mais il voit Rick les enlever une par une derrière lui, ce qui ne l’empêche pas de les remettre.
Lors de l'invasion de la horde dans la mi-saison, il s'abrite chez les Anderson avec ces derniers, Rick, Carl, Judith, Michonne et Deanna Monroe, mordue et condamnée. Sans cette dernière, ils se couvrent de draps souillés avec des tripes de rôdeurs pour se faufiler entre ceux-ci, afin d'atteindre l'armurerie.
À mi-chemin, alors qu'ils modifient leur plan, il se réconcilie avec les Grimes en proposant de prendre Judith pour l'amener en sécurité dans son église. Entouré de ses paroissiens durant la reprise de la zone par Rick et le nombre grandissant des survivants qui le suivent, il confie Judith à Anna et part se joindre à eux pour massacrer les rôdeurs.
Gabriel se joint au combat contre les Sauveurs : durant l'attaque de l'avant-poste satellite, il reste dans une voiture avec Tara pour cueillir les éventuels fuyards, et en exécute justement un à coup de fusil sans hésiter.
Dans l'épisode final Dernier jour sur Terre, il reste à Alexandria, préparé à une attaque des Sauveurs et protégeant Judith.

### Saison 7
Gabriel arrive à tromper Negan en lui faisant croire que Maggie a succombé à la suite de la mort de Glenn, en creusant des tombes vides. Il aide Rick et Aaron à rechercher les armes manquantes dans l'armurerie pour les donner aux Sauveurs avant qu'Olivia ne soit exécutée.
Lors du second raid des Sauveurs à Alexandria, le prêtre accompagne Spencer Monroe durant son expédition à sa demande, souhaitant se confier à lui. Quand Gabriel apprend de Spencer ses sentiments belliqueux envers Rick, fidèle à ce dernier et ne souhaitant pas rester un instant de plus en sa compagnie, il force Spencer à se garer et retourne seul, à pied, vers Alexandria. Plus tard, il y assiste impuissant aux meurtres de Spencer et Olivia.
Durant l'absence de Rick, en partant une nuit sans prévenir personne avec un véhicule et les vivres restants d'Alexandria, Gabriel rencontrera un membre de la Décharge et laissera des indices à Rick pour que ce dernier le retrouve. Le plan fonctionnera, Rick débarqua avec Aaron, Michonne, Tara et Rosita et Rick parvient à former une alliance avec Jadis, leur dirigeante. Le prètre rejoint Alexandria avec eux.
Gabriel aide Rick, Maggie, Ezekiel, Carol, Daryl, Carl, Jésus, Enid et l'armée de la Colline et du Royaume à faire fuir Negan d'Alexandria.

### Saison 8
Gabriel est désormais pleinement accepté par Rick et fait partie de l'armée des trois groupes chargés d'attaquer le Sanctuaire. Durant l'assaut, il raisonnera Rick en lui disant de ne pas penser qu'à lui et sa vengeance. Gabriel remarque dans la confusion durant l'arrivée de la horde que Gregory est bloqué entre les tirs, et pris de compassion lui vient en aide malgré sa trahison, mais ce dernier n'hésite pas à voler sa voiture pour fuir en l'abandonnant aux rôdeurs. Acculé par les morts, Gabriel doit fuir en se réfugiant dans une pièce en préfabriqué devant le Sanctuaire : il se retrouve face à Negan, lui aussi cerné, avec sa batte Lucille.
Ayant une discussion spirituelle avec lui par déformation professionnelle, ils finissent par user de l'astuce consistant à se couvrir de tripes de rôdeurs afin de se faufiler parmi la horde, et rejoindre le Sanctuaire dont l'état de siège s'est dégradé en l'absence de leur chef, qui y remet bon ordre dès leur arrivée.
Lors du siège, le père Gabriel est soigné à l'infirmerie par le Dr Harlan Carson car l'infection qu'il a contractée le rend gravement malade : Gabriel interprète cependant son sort comme un signe divin pour aider Harlan à s'échapper et revenir à la Colline, pour le bébé de Maggie. Le prêtre totalement inspiré par sa foi, tend la main à Eugene et cherche à le convaincre de l'y aider malgré les protestations d'Harlan, qui est persuadé que le trajet tuerait Gabriel dans son état. Malgré le fait qu'Eugene soit devenu un lieutenant dévoué au Sanctuaire et refuse la rédemption proposée par Gabriel, il finit tout de même par permettre sans se compromettre leur fuite afin de retrouver le sommeil.
Se perdant en chemin et l'infection de Gabriel attaquant ses yeux, risquant une cécité permanente, Harlan est sceptique face à la foi aveugle en Dieu du prêtre et sa conviction qu'ils seraient guidés par lui en la circonstance. Cependant, après des événements qui les amènent tour à tour à trouver un abri temporaire, des antibiotiques pour son infection et un nouveau véhicule (pendant lequel Harlan, qui se fait prendre dans un piège à loup et attaquer par des rôdeurs, est sauvé par un tir hasardeux du prêtre à moitié aveugle), le docteur se laisse petit à petit convaincre par l'idée religieuse de Gabriel.
Toutefois, ils sont recapturés par des Sauveurs alors qu'ils s’apprêtaient à démarrer. Quand ils sont embarqués sur le plateau de leur camionnette, Harlan qui croit voir un de ces fameux signes divins, se saisit de l'arme dans le holster d'un Sauveur mais se fait abattre dans la poitrine par l'un de ses complices. Ils le larguent sur place avant de repartir avec Gabriel découragé.
Il est ramené par les Sauveurs et, face au handicap de sa cécité partielle qui diminue grandement son utilité, est contraint de travailler comme ouvrier à l'avant-poste d'Eugene converti en fabrique de munitions, affecté à une tâche de la chaîne de production qui ne nécessité que son sens du toucher : Gabriel en profite pour saboter volontairement les balles qui passent entre ses mains, mais Eugene n'est pas dupe et s'en rend vite compte. Après l'avoir confondu, il retire Gabriel de la chaîne et l'oblige à rester assis à l'écart, inutile. Durant le temps qu'il passe sur place, Eugene qui lui affiche son désaccord confronte Gabriel à sa fameuse foi et malmène sa conscience.
Dans le final de la saison, Gabriel est croisé au Sanctuaire et embarqué, comme Dwight, par le chef des Sauveurs sur le départ, qui souhaite se confesser au prêtre : durant leur trajet avec Eugene et Laura au volant, Negan expose à Gabriel le plan qu'il est en train de mettre en place, attirant ses amis qui le traquent dans un piège en les rejoignant. Le prêtre, bien que fortement handicapé, profite du mouvement brusque du véhicule afin d'éviter un rôdeur sur la route, pour s’éjecter en marche et fuir à l'aveugle dans les bois en s'aidant de ses mains, souhaitant désespérément informer ses amis de l'embuscade. Il se fait cependant attaquer par un autre rôdeur et sauver par Laura, qui l'a malheureusement rattrapé avec Eugene. Malgré les supplications de Gabriel qui veut avertir ses amis, le Sauveur ne le laisse pas s'en aller et le ramène à Negan : celui-ci le frappe dans le ventre avec l'extrémité de Lucille afin de le punir. Arrivés sur les lieux de l'embuscade et avec l'alliance à leur merci, le chef des Sauveurs qui a gardé Gabriel à ses côtés et le tient en joue, s'apprête à faire massacrer tous ses alliés en se chargeant personnellement de tuer le prêtre : néanmoins, à sa propre surprise Gabriel a bel et bien inspiré Eugene qui, à la suite de sa capture ratée par Daryl et Rosita, s'est retourné et a lui-même, selon son idée, saboté les munitions des Sauveurs qui explosent dans leurs mains et endommagent leurs armes (Negan étant lui-même blessé jusqu'au sang à la main qui tenait son pistolet). Alors que Negan fait rapidement le calcul et attaque Eugene, Gabriel suivi de Dwight s'interposent et le font fuir. Juste à la fin du combat et de la défaite de Negan, Eugene reconnait le crédit de Gabriel pour l'idée du sabotage quand il explique à Rosita pourquoi il a fini par revenir dans leur camp. Après la fin des affrontements, Gabriel toujours aveugle mais guéri de sa maladie, revient à Alexandria : utilisant désormais une canne pour se déplacer, le prêtre entre dans les ruines incendiées de son église et prie en s'adressant à Dieu, lui disant qu'il comprend enfin quel rôle il avait prévu pour lui dans ce conflit.

### Saison 9
Un an et demi après la chute de Negan, consécutivement à son infection Gabriel est demeuré définitivement borgne de l’œil droit. Il participe à la construction du pont amorcée par Rick Grimes et se rapproche d'Anne (l'ancienne Jadis, dirigeante des Scavengers), avec qui il entame une — brève — relation quand elle apprend que, contrairement à une idée reçue, sa fonction de prêtre ne le lui interdit pas (en qualité d'épiscopalien). Il aide tant que possible Anne, qui ne s'est pas sentie intégrée depuis son arrivée et sent la suspicion sur elle quand des Sauveurs du camp disparaissent (dont un perturbateur retrouvé assassiné). La sachant innocente (ayant passé du temps intime avec elle durant une majeure partie de la nuit supposée du meurtre), Gabriel la couvre cependant par le mensonge auprès de Rick afin de la protéger. Quand il la suit à la Décharge et surprend son échange accablant par radiocommunication (impliquant du trafic d'êtres humains), malgré ses sentiments Gabriel refuse de fuir avec elle et se voit assommé puis attaché : après son réveil, il manque d'être sa victime en guise de monnaie d'échange pour ses complices, mais le pardon à répétition qu'il octroie à Anne pour son meurtre imminent (par une attaque de rôdeur) la pousse à se raviser et l'épargner. Elle se contente de l'assommer à nouveau puis le libère, ne lui laissant à son réveil qu'une lettre pour se justifier et ses yeux pour pleurer.
Six ans après la destruction du pont, la disparition d'Anne ainsi que la mort présumée de Rick Grimes (qui a été en réalité emmené et sauvé par cette dernière), Gabriel est demeuré à Alexandria et semble être l'un des membres les plus influents de la communauté : il est devenu le compagnon de Rosita Espinosa et copréside (avec Michonne et d'autres compagnons, dont Aaron, Siddiq et Laura) le Conseil d'Alexandria réuni extraordinairement pour statuer sur l'accueil ou le rejet du nouveau petit groupe de Magna, ramené contre les règles à la zone de sûreté par Rosita, Aaron, Eugene et Laura à cause d'un chantage de Judith Grimes, la fille adoptive de Michonne.
Afin de soutenir Gabriel, qui ne partage pas le point de vue de Michonne (se couper définitivement de l'extérieur et des autres) et espère découvrir d'autres survivants à l'aide de relais, Rosita part de son chef en expédition avec Eugene afin d'étendre la puissance desdits relais. Sur le trajet aller, ce dernier remet en question la compatibilité de leur couple (notamment le côté religieux de Gabriel, opposé à Rosita) et sous-entend son intérêt — non réciproque — pour sa compagne.